# جما گیبونز
جما گیبونز (انگلیسی: Gemma Gibbons؛ زادهٔ ۶ ژانویهٔ ۱۹۸۷) جودوکار زن اهل بریتانیا است.
او در مسابقات کشوری و بین‌المللی در مجموع برندهٔ ۱ مدال نقره، ۱ مدال برنز شده‌است.